# Odontopera bidentata
Espèce
L’Ennomos dentelée (Odontopera bidentata) est une espèce de lépidoptères (papillons) nocturnes de la famille des Geometridae, de la sous-famille des Ennominae.

## Synonymes
- Phalaena bidentata Clerck, 1759 ;
- Gonodontis oreas Herbulot, 1963.

## Distribution
C'est une espèce commune au nord et au centre de l'Europe, y compris les îles Britanniques et la Russie jusqu'à l'Oural. 
Elle se trouve aussi dispersée en Sibérie, dans la région du fleuve Amour-Oussouri, jusqu'aux îles Kouriles et au Japon.

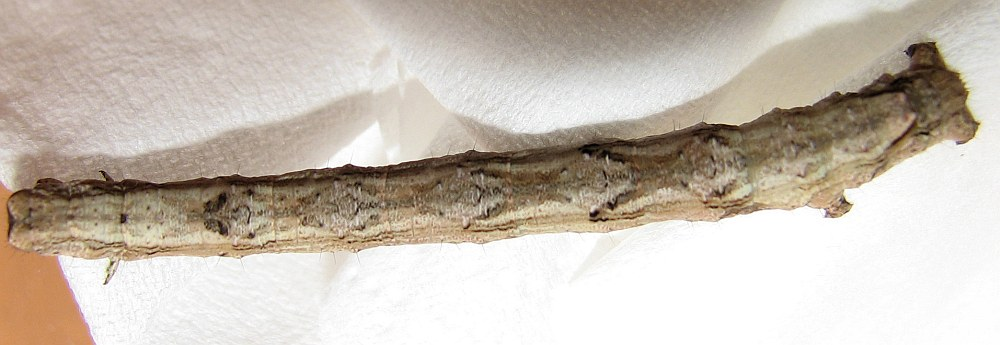
Chenille.

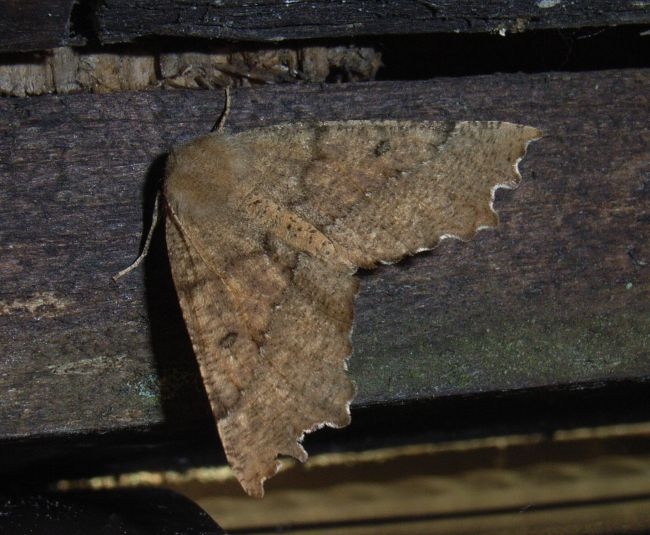

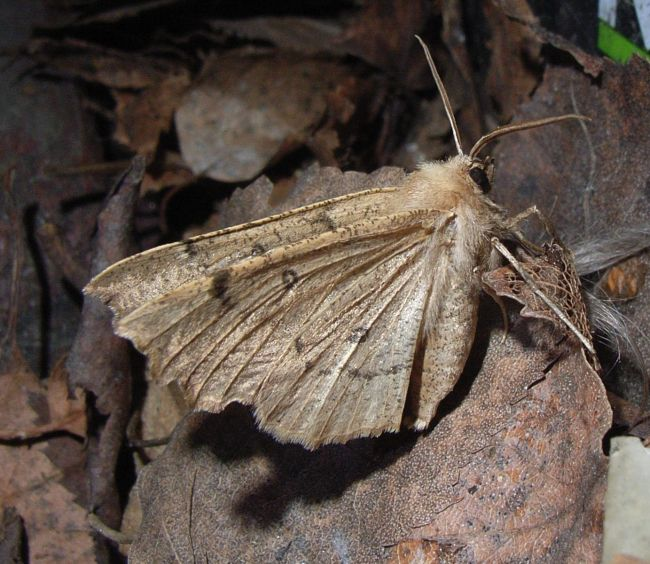

## Description
Son envergure varie de 46 à 50 mm. 
Les ailes antérieures sont habituellement gris brun. La moitié de l'aile est barrée de barres en forme de croix qui sont souvent partiellement blanches. Sur le bord de l'aile, sous l'apex, sont situées deux dents saillantes caractéristiques.
Des formes mélanisantes sont signalées au Nord.
L'espèce tient son nom scientifique du latin :  bi = "deux" et dentatus= "denté". La ligne de croix noires sur les ailes avant continue sur les ailes postérieures. Toutes les ailes présentent des disques en forme d'anneau. Le thorax est duveteux. La couleur des ailes de l'insecte  varie beaucoup, du blanchâtre au chamois en passant par le brun et le noir, mais toujours facilement identifiable par le cercle noir sur chaque aile et la marge en lambeaux caractéristique sur le bord des ailes.
Les adultes sont volants en mai et juin et sont attirés par la lumière.
La chenille est verte ou brune et ressemble fortement à une brindille ; elle se nourrit de nombreuses plantes (voir ci-dessous) L'espèce passe l'hiver sous forme de pupe.

## Biologie
Note : L'époque de vol se réfère aux îles Britanniques et peut varier en d'autres lieux.
L'habitat de l'espèce concerne les bois mixtes à feuilles caduques, régions forestières et parcs.

## Plantes hôtes
- Alnus - Aulne
- Arctium - Bardane
- Artemisia - Armoise
- Betula - Bouleau
- Cirsium - Cirse
- Crataegus - Aubépine
- Fraxinus - Frêne
- Hedera - Lierre
- Larix - Mélèze
- Ligustrum - Troène
- Malus - Pommier
- Picea - Épicéa
- Pinus - Pin
- Populus - Peuplier
- Prunus - Prunellier
- Quercus - Chêne
- Rhododendron
- Ribes - Groseillier
- Salix - Saule
- Sorbus - Sorbier
- Tilia - Tilleul
- Trifolium - Trèfle
- Vaccinium - Myrtillier

## Sous-espèces
- Odontopera bidentata bidentata (Clerck, 1759), (Europe),
- Odontopera bidentata exsul (Tschetverikov,1904), (Est de l'Asie),
- Odontopera bidentata kurilana (Bryk, 1942), (Îles Kouriles).